# Tetracis mosesiani
Tetracis mosesiani là một loài bướm đêm thuộc họ Geometridae. Nó được tìm thấy ở duyên hải California từ độ cao gần mực nước biển đến 915 mét.
Chiều dài cánh trước là 17–23 mm. Con trưởng thành bay từ tháng 10 đến đầu tháng 12.
Ấu trùng ăn loài Lonicera hispidula.